# Benno von Millenkovich
Benno Heinrich Stephan von Millenkovich (* 16. Dezember 1869 in Gonobitz, Untersteiermark, heute Slovenske Konjice, Slowenien; † 27. August 1946 in Wien) war ein österreichischer Konteradmiral. 

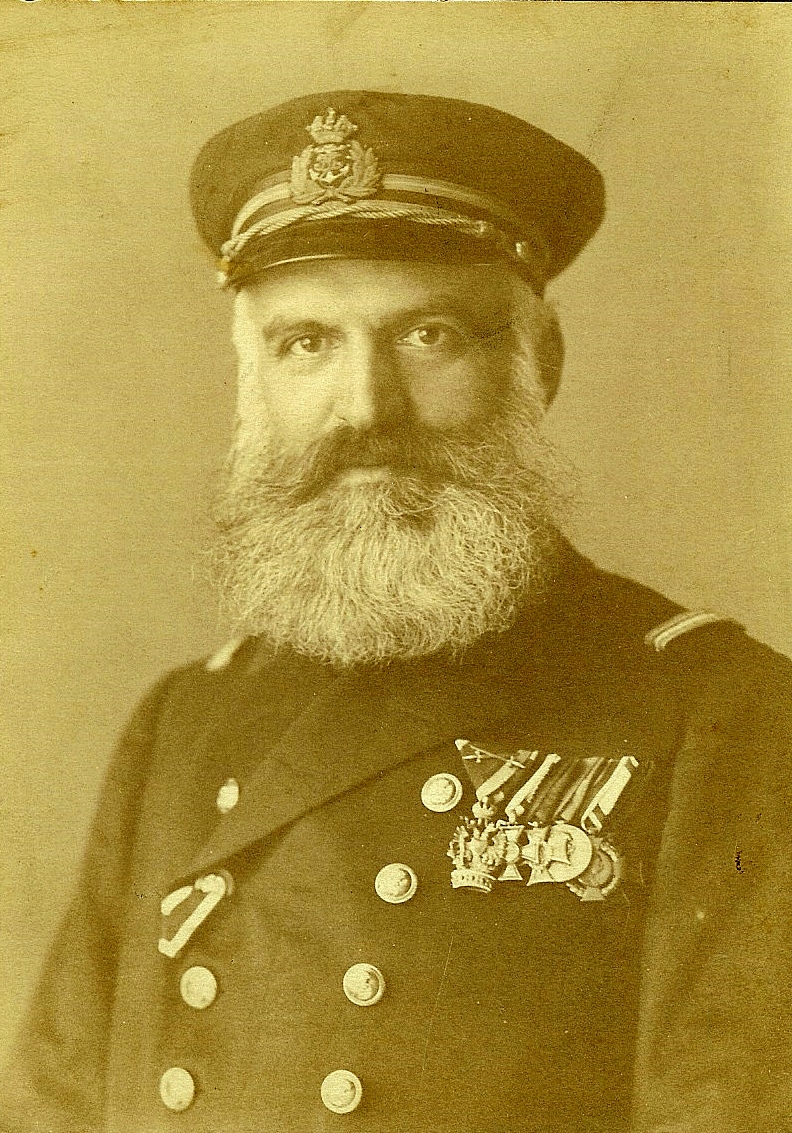
Benno von Millenkovich

## Leben
Benno von Millenkovich war der Sohn des Schriftstellers Stephan von Millenkovich und Bruder von Max von Millenkovich.
1885 absolvierte er die Marineakademie der österreichischen k. u. k. Kriegsmarine in Fiume (Rijeka). Im Jahre 1889 wurde Millenkovich aus dieser mit gutem Erfolg ausgemustert und trat in die k.k. Kriegsmarine ein. 1892 absolvierte er die Offiziers- und Torpedoschule der k. u. k. Kriegsmarine.
Am 21. September 1889 lief die S.M. Korvette Fasana auf Missionsreise mit den Seekadetten des Ausmusterungsjahrgangs 1889, Weltumseglung über West, aus Pola aus und am 20. Dezember 1890 wieder ein.
Schiffskommandant war Fregattenkapitän Rudolf Berghofer, GDO Linienschiffsleutnant Victor Ritter Bless von Sambuchi.
Bekanntere Namen unter den Kadetten: Millenkovich, Korwin, Vukovich, Primavesi.
Reiseroute: Pola – Messina – Gibraltar – Rio de Janeiro – Montevideo – Punta Arenas – Magellan Straße – Valparaiso – Callao – Nukuhiva –Papeete – Apia – Suva – etc. – Port Moresby – Timor – Surabaja – Batavia – Mauritius – Aden – Djedda – Suez – Port Said – Zante – Pola.
- 1898 Linienschiffsleutnant 2. Klasse
- 1901 Linienschiffsleutnant 1. Klasse
- 1909 war Benno von Millenkovich  am Seeminen-Schulschiff „Gamma“ Unterrichtsleiter beim Seeminen-Kommando I und in der Seeminen- und Telegraphenschule (20. Mai bis 20. Juni 1910 provisorischer Kommandant).

- 1910 Korvettenkapitän mit Rang-Nr.5.

Mehrere seiner eigenen technischen Erfindungen waren in der Kriegsmarine mit Erfolg in Verwendung, so unter anderem die U-Boot-Netze, in denen sich das französische U-Boot Curie (Q87), als es am 19. Dezember 1914 in den Hafen von Pola eindringen wollte, verfangen hatte.
- 1913 Fregattenkapitän mit Rang-Nr.2
- 1915 Linienschiffskapitän; 8. Juli 1915 Rang-Nr. 25 zugeteilt

Während des Krieges kommandierte Benno von Millenkovich 1914 bis 1915 die zweite Torpedoflottille, bestehend aus einem Rapidkreuzer, 12 Zerstörern und 36 Torpedobooten. 1916 übernahm er die erste Torpedoflottille unter gleicher Zusammensetzung.
1917 zum Vorstand der Operationskanzlei im Marineministerium in Wien, 1918 Mitglied der Friedenskommission in Bukarest und begab sich dann als Vizechef nach Odessa und Sewastopol der Deutschen-Österreichischen-Bulgarischen-Türkischen Nautisch-technischen Kommission für das Schwarze Meer, deren Zweck es war, die durch den Krieg nieder gebrochene Schifffahrt im Schwarzen Meer wieder aufzubauen.
Am 1. Jänner 1919 in den Ruhestand getreten.
- 1919 zum Konteradmiral ernannt.

Am 7. August 1919 wurde Benno von Millenkovich zum Sachverständigen für operative und taktische Seekriegsfragen bei der Kommission zur Erhebung militärischer Pflichtverletzungen im Kriege berufen.
Am 1. Januar 1921 endgültig in den Ruhestand getreten.

## Dekorationen (Auszeichnungen)
- 1912  Militärverdienstkreuz
- 1913  Erinnerungskreuz 1912/1913
- 1914  Militärdienstzeichen 3. Klasse für Offiziere mit Kriegsdekoration
- 1914  Kommandeurkreuz des rumänischen Kronen-Ordens
- 1915  Eisernen Krone 3. Klasse mit der Kriegsdekoration
- 1917  Karl-Truppenkreuz
- 1917  Militärverdienstkreuz der 3. Klasse mit Kriegsdekoration
- 1917  Deutsches Eisernes Kreuz 2. Klasse und mehrere Friedensdekorationen
- Ritterkreuz des Österreichischen Leopold-Ordens mit Kriegsdekoration